# Szent Tamás-bazilika (Csennai)
A Szent Tamás-bazilika római katolikus rítusú, kisebb bazilika Csennaiban (régi nevén Madrász), India Tamilnádu államában. Elődjét, a Szent Tamás-templomot a 16. században építették a portugál felfedezők. Mai formáját és katedrális státuszát az 1893-as brit átépítés során nyerte el.  A 19. század végére jellemző neogótikus stílusban épült.

## Története
A keresztény hagyomány úgy tartja, hogy Szent Tamás apostol,  Jézus tizenkét tanítványa közül az egyik, i.sz. 52-ben érkezett Keralába. Itt élt i.sz. 72-ig, amikor mártírhalált halt.
A Szent Tamás-bazilika a fő temploma a helyi katolikus érsekségnek. 1956-ban XII. Piusz pápa emelte a templomot bazilika rangra, és 2006. február 11-én az indiai katolikus püspöki konferencia nyilvánította nemzeti kegyhellyé. A Szent Tamás-bazilika  központi keresztény zarándokhely Indiában. A templomhoz múzeum is tartozik.

## A Szent Tamás-bazilika ma
Az szentély 62 méter hosszú és 33 méter széles. A díszített üvegablakokon Szent Tamás és a többi apostol látható. 
A szentélyben egy Szent Tamás szobor van.
Értékes műalkotásnak tartják a bazilikában található ősi festményt a Szűzanyáról.
A bazilika két új építménnyel bővült, egyrészt a zarándokoknak imádkozásra egy földalatti kápolna, másrészt a múzeum és a színház, amely a turistákat várja, így a templomba látogató turisták nem zavarják a zarándokokat.

## Galéria
- A Szent Tamás-bazilika este
- A Szent Tamás-bazilika  1905-ben
- A mai Szent Tamás-bazilika
- A Szent Tamás-bazilika belülről, felújítás előtt
- A mai Szent Tamás-bazilika belülről
- A mai Szent Tamás-bazilika csarnoka
- Szent Tamás-bazilika
- Részlet a Szent Tamás-bazilika belsejéből

## Fordítás
- Ez a szócikk részben vagy egészben  a   San Thome Basilica című angol Wikipédia-szócikk ezen változatának fordításán alapul.  Az eredeti cikk szerkesztőit annak laptörténete sorolja fel. Ez a jelzés csupán a megfogalmazás eredetét és a szerzői jogokat jelzi, nem szolgál a cikkben szereplő információk forrásmegjelöléseként.